# Kater (Alkoholintoxikation)

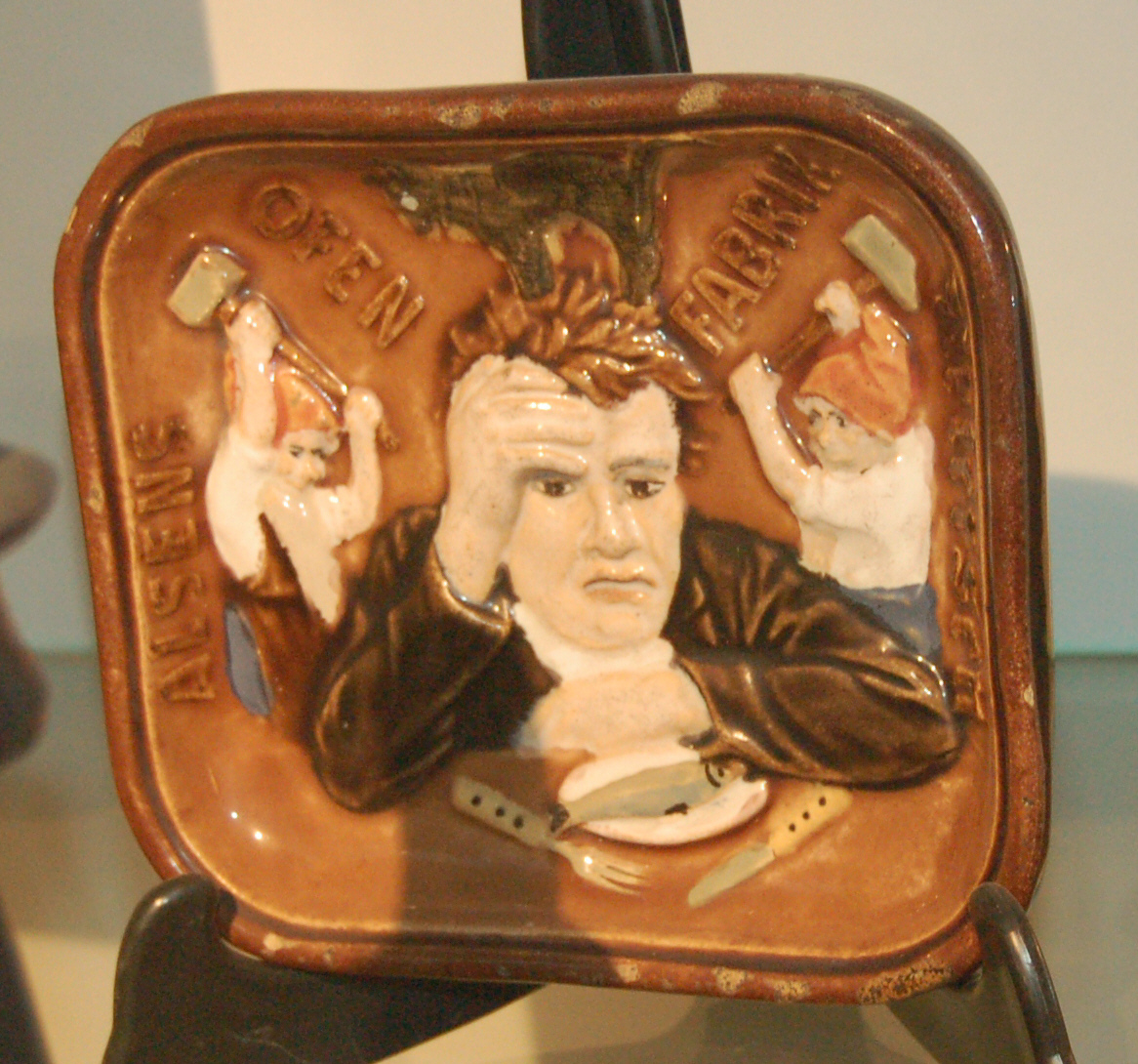
Darstellung eines „Katers“ auf einem Aschenbecher, 19. Jahrhundert

Als Kater oder Katzenjammer (medizinisch Veisalgia) bezeichnet man umgangssprachlich das Unwohlsein und die Beeinträchtigung der körperlichen und geistigen Leistungsfähigkeit eines Menschen infolge übermäßigen Alkoholkonsums. Die auslösende Alkoholmenge variiert von Mensch zu Mensch und ist mitunter tagesformabhängig.
Das Wort stammt womöglich ursprünglich aus der studentischen Umgangssprache des 19. Jahrhunderts und ist scherzhaft abgeleitet von Katarrh, der jedoch mit den alkoholbedingten Symptomen nicht vergleichbar ist. Der Begriff wird heute auch wörtlich verstanden oder z. B. grafisch als Kater dargestellt. Katzenjammer hingegen ist die entschärfte Version des Wortes „Kotzen-Jammer“ aus der Goethe-Zeit.

## Symptome

Ludwig Knaus: Der Morgen nach der Feier, 1853, Puschkin-Museum

Ein Kater umfasst vor allem Symptome wie Kopfschmerzen, Übelkeit und ggf. Erbrechen, Nachdurst, Konzentrationsstörungen, Abgeschlagenheit, Müdigkeit, Schwitzen, Magen- und Muskelschmerzen, depressive Verstimmung etc. und ein allgemeines Unwohlsein. Ein Kater geht mit einer erheblichen Einschränkung der Leistungsfähigkeit einher und führt zu erheblichen Arbeitsausfällen. Manchmal kommt durch eine Reizung der Magenschleimhaut in Extremfällen Erbrechen hinzu, verbunden mit Appetitlosigkeit. Nach übermäßigem Alkoholkonsum kann auch ein zeitweiliger Gedächtnisverlust („Filmriss“) auftreten – der Betroffene kann sich an Vorgänge und Ereignisse nicht mehr erinnern.

## Ursachen
Die Ursachen der Katersymptome und insbesondere die dazugehörigen Entstehungsprozesse sind wissenschaftlich weitgehend ungesichert. Es existieren diverse Theorien, wie beispielsweise die landläufige Erklärung der Kopfschmerzen durch eine Dehydratation des Körpers, die durch übermäßigen Alkoholkonsum entstehen kann. Außerdem vermutet werden Auswirkungen aufgrund der Denaturierung und Stimulierung körpereigener Eiweiße (Zytokine) durch Acetaldehyd, einem Zwischenprodukt beim Abbau des Ethanols. Der gleichzeitige Konsum von Nikotin mit Alkohol kann die Kopfschmerzen verstärken. Auch oxidativer Stress, also die Bildung von freien Sauerstoffradikalen während des Alkoholabbaus, soll zur Entstehung des Katers beitragen, schließlich werden ebenfalls die in alkoholischen Getränken enthaltenen Fuselöle als mögliche Ursache für die Symptome betrachtet.

## Vorbeugung
Eine mögliche Katerprävention besteht insbesondere im Verzicht auf größere Alkoholmengen oder Pausen zwischen dem Konsumieren entsprechender Getränke. Darüber hinaus sollte man beim Konsumieren von Alkohol dem Körper konstant Wasser zuführen und auch vor dem Schlafengehen größere Mengen mineralhaltiges Wasser trinken, da Alkohol den Körper mehr Flüssigkeit ausscheiden lässt, als getrunken wird. Deshalb wird dem Blutkreislauf Wasser entzogen, was bei entsprechender Menge als Dehydratation zu Kopfschmerzen führen kann. Außerdem sollte vor dem oder beim Alkoholkonsum Fetthaltiges gegessen werden, da dies die Alkoholaufnahme des Körpers (Resorption) verlangsamt (nicht jedoch verhindert). Durch eine längere Verweildauer des Alkohols im Magen kann ein Teil durch die Alkoholdehydrogenase abgebaut werden. Zucker und Kohlensäure beschleunigen hingegen die Alkoholresorption.

## Gegenmittel
Zur Bekämpfung des Katers existieren zahlreiche Hausmittel wie zum Beispiel das „Katerfrühstück“, jedoch ist deren Wirkung nicht wissenschaftlich belegt.

Eine symptomatische Behandlung der Kopfschmerzen kann durch Schmerzmittel erfolgen. Die Einnahme von Acetylsalicylsäure wie Aspirin beinhaltet ein erhöhtes Risiko zur Magenschädigung aufgrund eventueller Blutungen, gerade unter Alkoholeinwirkung. Paracetamol stellt für die Leber eine zusätzliche Belastung zum Alkoholabbau dar. Ibuprofen wird als relativ unkritisch angesehen.

## Belege
1. ↑  Stephan L. Haas, Peter Feick, Manfred V. Singer: Katersymptome nach Alkoholkonsum: Epidemiologie, Risikofaktoren und Pathophysiologie. In: Sucht. Band 52, Nr. 5, Januar 2006, ISSN 0939-5911, S. 317–326, doi:10.1024/2006.05.05 (hogrefe.com [abgerufen am 10. Oktober 2018]).
2. ↑  Sven Siedenberg: „Man spricht Deutsch“ Über Comics verbreitet sich der Katzenjammer. Stern, 8. September 2009, abgerufen am 3. April 2013.
3. ↑  Stephan L. Haas, Peter Feick, Manfred V. Singer: Katersymptome nach Alkoholkonsum: Epidemiologie, Risikofaktoren und Pathophysiologie. In: Sucht. Band 52, Nr. 5, Januar 2006, ISSN 0939-5911, S. 317–326, doi:10.1024/2006.05.05.
4. ↑  Marith van Schrojenstein Lantman, Marlou Mackus, Aurora J.A.E. van de Loo, Joris C. Verster: The impact of alcohol hangover symptoms on cognitive and physical functioning, and mood. In: Human Psychopharmacology. Band 32, Nr. 5, September 2017, ISSN 0885-6222, doi:10.1002/hup.2623, PMID 28750479, PMC 5638093 (freier Volltext).
5. ↑  Agnese Merlo, Sally Adams, Sarah Benson, Lydia Devenney, Craig Gunn, Jacqueline Iversen, Sean J. Johnson, Marlou Mackus, Andrew Scholey, Ann-Katrin Stock, Aurora J.A.E. van de Loo, Marith van Schrojenstein Lantman, Livia J.F. Wilod: Proceeding of the 9th Alcohol Hangover Research Group Meeting. In: Current Drug Abuse Reviews. Band 10, Nr. 1, 2017, ISSN 1874-4745, S. 68–75, doi:10.2174/1874473711666180105111616, PMID 29303084.
6. ↑  Celeste T. Tipple, Sarah Benson, Andrew Scholey: A Review of the Physiological Factors Associated with Alcohol Hangover. In: Current Drug Abuse Reviews. Band 9, Nr. 2, 2017, ISSN 1874-4745, S. 93–98, doi:10.2174/1874473710666170207152933, PMID 28176621.
7. ↑  Klaus Roth: Die Chemie des Katers: Alkohol und seine Folgen. In: Chemie in unserer Zeit. 41, 2007, S. 46–55, doi:10.1002/ciuz.200700409.
8. ↑  M. H. Pittler, J. C. Verster, E. Ernst: Interventions for preventing or treating alcohol hangover: systematic review of randomised controlled trials. In: BMJ (Clinical research ed.). Band 331, Nummer 7531, Dezember 2005, S. 1515–1518, ISSN 1756-1833. doi:10.1136/bmj.331.7531.1515. PMID 16373736. PMC 1322250 (freier Volltext). (Review, englisch).
9. ↑  Deutsche Apothekerzeitung, 148. Jg., 10. April 2008, Nr. 15.